# Edoardo Giorgetti
Edoardo Giorgetti (Cagli (Pesaro e Urbino), 5 februari 1989) is een Italiaanse zwemmer. 

## Carrière
Bij zijn internationale debuut, op de Europese kampioenschappen kortebaanzwemmen 2006 in Helsinki, werd Giorgetti uitgeschakeld in de series van de 50, 100 en 200 meter schoolslag. Tijdens de wereldkampioenschappen zwemmen 2007 in Melbourne strandde de Italiaan in de series van de 100 meter schoolslag
Op de Europese kampioenschappen kortebaanzwemmen 2008 in Rijeka sleepte Giorgetti de zilveren medaille in de wacht op de 200 meter schoolslag, op de 100 meter schoolslag eindigde hij als vijfde.
In Rome nam de Italiaan deel aan de wereldkampioenschappen zwemmen 2009, op dit toernooi eindigde hij als zesde op de 200 meter schoolslag. Tijdens de Europese kampioenschappen kortebaanzwemmen 2009 in Istanboel eindigde Giorgetti als zevende op de 100 meter schoolslag en werd hij uitgeschakeld in de series van de 200 meter schoolslag.
Op de Europese kampioenschappen zwemmen 2010 in Boedapest eindigde de Italiaan als zesde op de 200 meter schoolslag en strandde hij in de series van de 100 meter schoolslag. In Eindhoven nam Giorgetti deel aan de Europese kampioenschappen kortebaanzwemmen 2010, op dit toernooi eindigde hij als vijfde op de 200 meter schoolslag en werd hij uitgeschakeld in de series van de 100 meter schoolslag. Tijdens de wereldkampioenschappen kortebaanzwemmen 2010 in Dubai strandde de Italiaan in de series van zowel de 100 als de 200 meter schoolslag, samen met Mirco Di Tora, Paolo Facchinelli en Marco Orsi werd hij uitgeschakeld in de series van de 4x100 meter wisselslag.

## Internationale toernooien
| Jaar | Olympische Spelen | WK langebaan        | WK kortebaan                                                  | EK langebaan                           | EK kortebaan                                               |
| ---- | ----------------- | ------------------- | ------------------------------------------------------------- | -------------------------------------- | ---------------------------------------------------------- |
| 2006 |                   |                     | geen deelname                                                 | geen deelname                          | 37e 50m schoolslag 30e 100m schoolslag 21e 200m schoolslag |
| 2007 |                   | 21e 100m schoolslag |                                                               |                                        | geen deelname                                              |
| 2008 | geen deelname     |                     | geen deelname                                                 | geen deelname                          | 5e 100m schoolslag · 200m schoolslag                       |
| 2009 |                   | 6e 200m schoolslag  |                                                               |                                        | 7e 100m schoolslag 36e 200m schoolslag                     |
| 2010 |                   |                     | 24e 100m schoolslag 16e 200m schoolslag 10e 4x100m wisselslag | 28e 100m schoolslag 6e 200m schoolslag | 17e 100m schoolslag 5e 200m schoolslag                     |

## Persoonlijke records
Bijgewerkt tot en met 18 december 2009

### Kortebaan
| Afstand         | Tijd    | Datum            | Plaats     |
| --------------- | ------- | ---------------- | ---------- |
| 100m schoolslag | 57,54   | 11 december 2009 | Istanboel  |
| 200m schoolslag | 2.03,80 | 18 december 2009 | Manchester |

### Langebaan
| Afstand         | Tijd    | Datum        | Plaats  |
| --------------- | ------- | ------------ | ------- |
| 100m schoolslag | 1.00,83 | 27 mei 2009  | Pescara |
| 200m schoolslag | 2.08,63 | 30 juli 2009 | Rome    |